# Marjorie Lee Browne
Marjorie Lee Browne (Memphis, 2 de julho de 1914 – Charlotte (Carolina do Norte), 19 de outubro de 1979) foi uma matemática e professora universitária norte-americana. 
Foi a terceira mulher negra nos Estados Unidos a obter um doutorado em matemática. Em 1960, Browne montou um centro de computação digital eletrônica no North Carolina College, um dos primeiros em uma faculdade voltada para alunos negros.

## Biografia
Browne nasceu em Memphis, no Tennessee, em 1914. Era filha de Mary Taylor Lee e Lawrence Johnson Lee. Browne nunca conheceu a mãe que morreu quando ainda tinha dois anos. Seu pai era motorista dos correios e tinha gosto pelos números. Ele se casou novamente logo após a morte de sua primeira esposa. Com sua segunda esposa, Lottie, uma professora primária, eles incentivaram a filha tomar gosto pelos estudos.
Crescendo em uma época de intensa segregação racial, Lawrence incentivou os filhos a sempre obter a melhor formação possível. Browne estudou na LeMoyne High School, uma escola privada de ensino médio voltada para alunos negros. De lá, Browne conseguiu dinheiro suficiente para se matricular na Universidade Howard, em Washington, D.C., de onde se graduou com honras em 1935.
Depois de se formar, Browne se mudou para Nova Orleans, onde conseguiu um emprego como professora na Gilbert Academy. Determinada a prosseguir com os estudos, Browne deixou seu emprego após um ano e se mudou para Ann Arbor, no Michigan, onde obteve um mestrado (1939) e depois um doutorado (1949) em matemática.
Logo após a defesa do doutorado, Browne foi contratada como professora do North Carolina College, atualmente a North Carolina Central University, em Durham.

## Carreira
Em 1951, Browne tornou-se chefe do Departamento de Matemática da universidade, cargo que usou para tornar o campus um dos pioneiros no uso de computadores no ensino. Em 1960, Browne recebeu uma doação de 60 mil dólares da IBM para criar um novo centro de computação, um dos primeiros em uma universidade voltada para alunos negros.
Browne foi professora na graduação e na pós-graduação. Sob sua direção, seu departamento ganhou o prêmio da Fundação Nacional da Ciência na área de ensino superior em matemática. Em 1950, com uma bolsa pela Fundação Ford, Browne foi para a Universidade de Cambridge, onde estudou topologia, área da geometria na qual se tornou especialista. Browne também estudou na Universidade da Califórnia e depois na Universidade de Columbia.

## Morte
Browne se aposentou da universidade em 1979. Pouco depois, em 19 de outubro do mesmo ano, Browne teve um infarto em sua casa em Durham, na Carolina do Norte, e morreu aos 65 anos.

## Prêmios
Em 1975, Browne foi agraciada com o primeiro W.W. Rankin Memorial Award for Excellence in Mathematics Education, uma honra concedida pelo Conselho de Professores de Matemática da Carolina do Norte. Ao longo da vida, Browne foi membro de inúmeras organizações, incluindo a Women's Research Society; a American Mathematical Society; e a Associação Matemática da América. Além disso, Browne foi uma das primeiras mulheres afro-americanas a servir como membro do conselho consultivo da Fundação Nacional da Ciência.